# 奥斯蒂耶恩塞大道圣伯多禄圣保禄圣殿

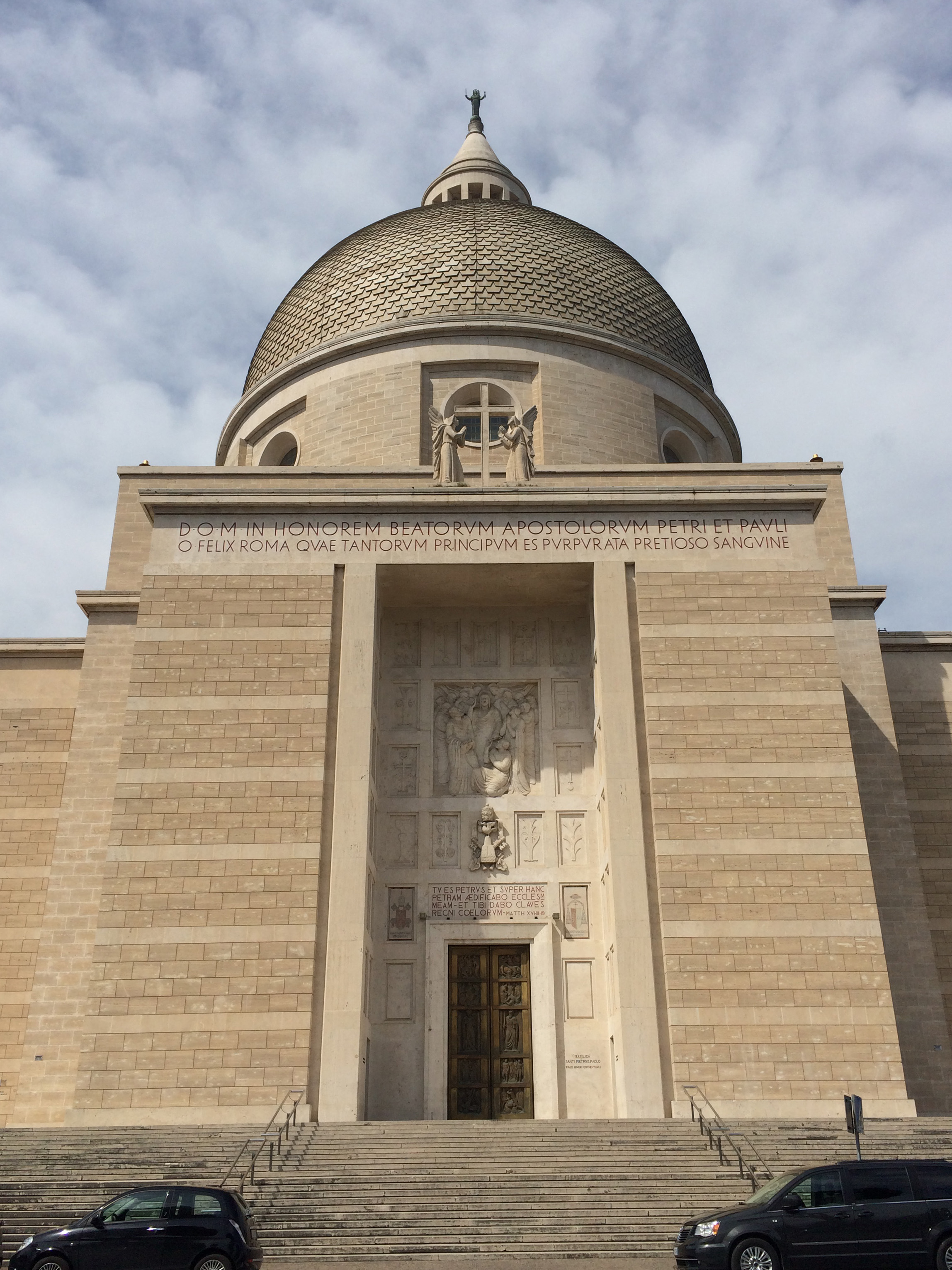
东立面

奥斯蒂耶恩塞大道圣伯多禄圣保禄堂（Santi Pietro e Paolo a Via Ostiense）是罗马的一个領銜堂區，任命一位司鐸級樞機。这是一座现代化的建筑，位于EUR區欧罗巴大道（Viale Europa）西端的圣伯多禄圣保禄广场（Piazzale dei Santi Pietro e Paolo）。教堂附近有宗徒伯多禄和保禄的巨大雕像。

## 历史

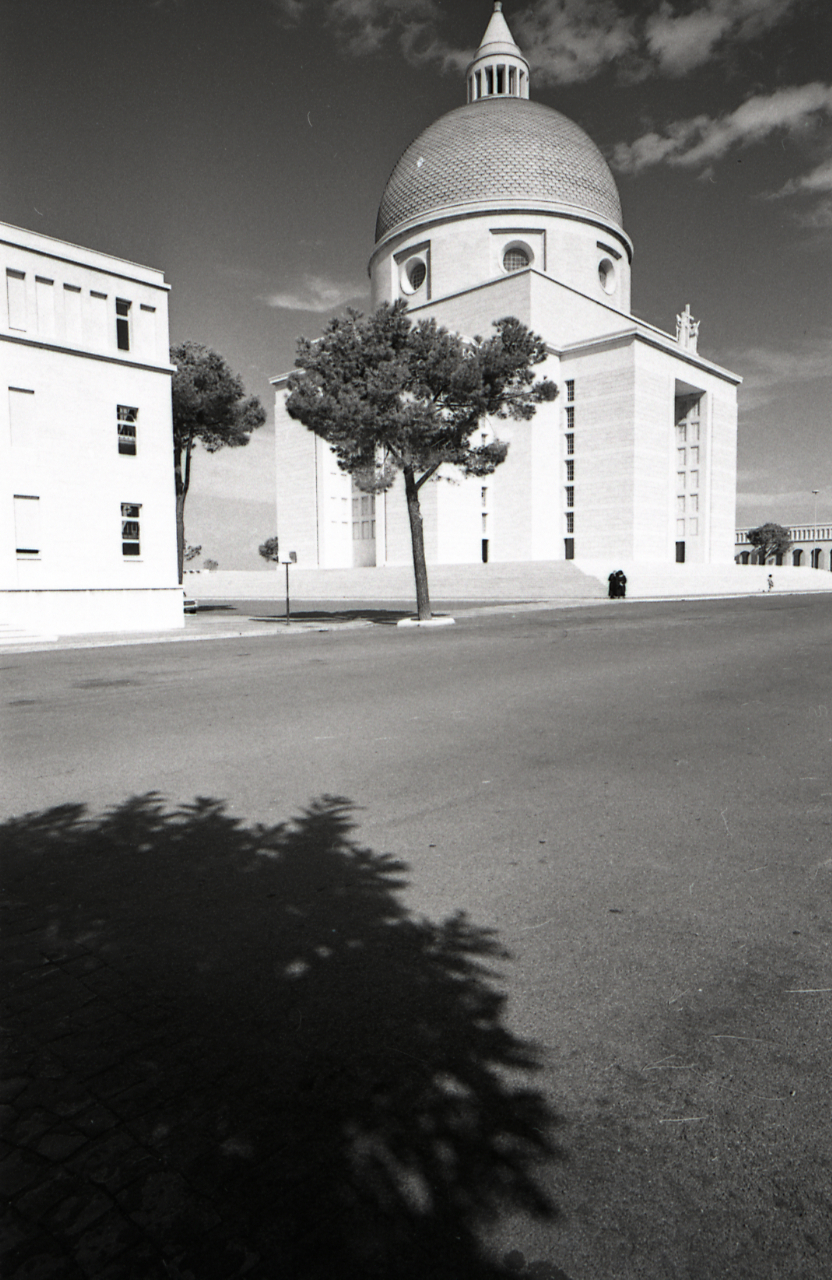

该堂建于1936年，是意大利為準備举办1942年世界博览会而建設的博览会场地的一部分，由于第二次世界大战，博览会并未举办，只是留下了宏伟的建筑遗产。显然，这座建筑的最初功能是墨索里尼的陵墓。它位于场地西端的高处，建筑师委员会选择了希腊十字平面设计，模仿米开朗基罗的圣伯多禄大殿设计。工程开始于1939年，但因战争和教区缺乏参与的热情而推迟。它直到1955年才完工，1958年成立堂区。1965年2月5日保禄六世设立領銜堂區。堂区由方济各会修道院管理。现任司铎级枢机是伯多祿·利則·巴萊托·希梅諾。

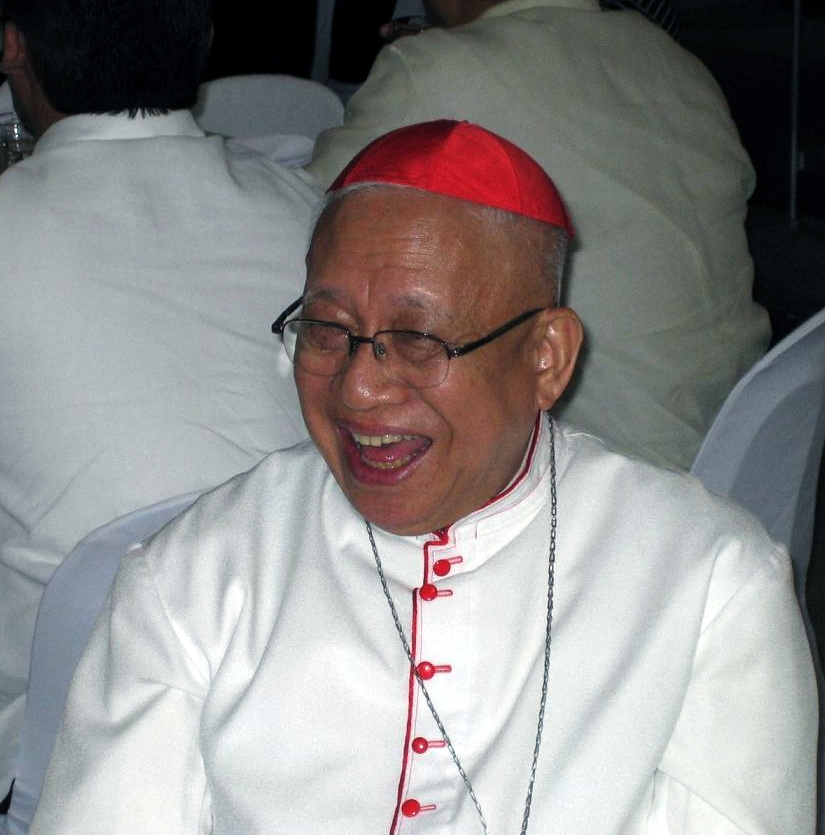
里卡多·维达尔枢机，1985-2017

## 历任司鐸級樞機
- Franjo Šeper （1965年2月22日至1981年12月30日）
- 里卡多·维达尔 （1985年5月25日至2017年10月18日）
- 伯多祿·利則·巴萊托·希梅諾, S.J. （2018年6月28日 - ）

41°50′01″N 12°27′33″E / 41.8337°N 12.4593°E